# 2-Brompropan
2-Brompropan ist eine organisch-chemische Verbindung aus der Gruppe der Bromkohlenwasserstoffe.

## Darstellung
2-Brompropan erhält man aus 2-Propanol durch Umsetzung mit Bromwasserstoffsäure (HBr).
Auch die elektrophile Addition von Bromwasserstoff an Propen ergibt nach Markownikow 2-Brompropan.
Ebenso kann 2-Brompropan durch eine Appel-Reaktion aus 2-Propanol, Tetrabromkohlenstoff (CBr4) und Triphenylphosphin (PPh3) erhalten werden.

## Eigenschaften
2-Brompropan ist eine leicht flüchtige, farblose Flüssigkeit mit chloroformartigem Geruch, welche schwer löslich in Wasser ist. Die Verbindung schmilzt bei −89 °C mit einer Schmelzenthalpie von 6,53 kJ·mol−1. Sie bildet leicht entzündliche Dampf-Luft-Gemische. Die Verbindung hat einen Flammpunkt bei −20 °C. Die untere Explosionsgrenze (UEG) liegt bei 3,3 Vol.‑% (165 g/m3).

## Verwendung
In der organischen Synthese wird 2-Brompropan als Alkylierungsmittel für Amine, Phosphine, Alkohole und Thiole verwendet. Es ist ein Edukt bei Friedel-Crafts-Alkylierungen, Grignard-Reaktionen und anderen metallorganischen Reaktionen.

## Toxikologie
Es wurde eine neurotoxische Wirkung beschrieben.